# Luis Monti
Luis Felipe Monti zkráceně jen Luis Monti (15. květen 1901, Buenos Aires, Argentina – 9. září 1983, Partido di Escobar, Argentina) byl italsko-argentinský fotbalista, který ve svém životě reprezentoval dvě země, Argentinu i Itálii. Hrával na pozici záložníka. Byl i fotbalovým trenérem. Byl jediným hráčem, který hrál ve dvou finálových utkání na MS se dvěma různými národními týmy. Byl považován za jednoho z nejlepších fotbalistů své doby a díky své fyzické síle dostal přezdívku doble ancho.
Fotbalovou kariéru začal v argentinském klubu General Mitre. Ale po naléhání strýce odešel do Huracán kde slavil titul. Nejúspěšnější období své kariéry v Argentině měl ale v klubu San Lorenzo, během devíti sezón vstřelil 40 branek z 202 utkání a slavil tři tituly. Do Itálie odešel v létě roku 1931. K přestupu do Juventusu jej přemluvil kamarád Raimundo Orsi. V Bianconeri vydržel osm sezon a slavil čtyři tituly (1931/32, 1932/33, 1933/34, 1934/35). Kariéru skončil v roce 1938 kvůli zranění. Ještě do roku 1947 hrál v některých amatérských klubech v Evropě (Francie, Španělsko, Švýcarsko, Německo, Rakousko a Jugoslávie).
Debut za argentinskou reprezentací odehrál v létě 1924. Byl součástí mužstva na OH 1928 kde získal stříbrnou medaili. Další stříbro slavil na prvním turnaji na MS 1930. Jediné zlato za rodnou zemi získal na Copě Américe 1927.
Díky svým předkům z Itálie mohl od zimy roku 1932 hrát za italskou reprezentací s níž odehrál celkem osmnáct utkání a vstřelil jednu branku. Na MS 1934 byl součástí vítězného národního týmu. Na obou šampionátech byl federací FIFA zařazen do all-stars týmu, a to jako jediný fotbalista předválečné éry.
Trenérskou kariéru zahájil v druholigovém týmu Triestina v roce 1939. Dne 28. ledna 1942 se stal trenérem Juventusu místo Ferrariho, čímž přivedl klub na šesté místo v lize, ale především k vítězství v italském poháru. Velký trenérský úspěch měl v klubu Varese, kde se mu podařilo získat postup do druhé ligy.

## Hráčská statistika
| Sezóna              | Klub                | Liga                | Liga   | Liga | Ligové poháry | Ligové poháry | Ligové poháry | Kontinentální poháry | Kontinentální poháry | Kontinentální poháry | Celkem | Celkem |
| Sezóna              | Klub                | Soutěž              | Zápasy | Góly | Soutěž        | Zápasy        | Góly          | Soutěž               | Zápasy               | Góly                 | Zápasy | Góly   |
| ------------------- | ------------------- | ------------------- | ------ | ---- | ------------- | ------------- | ------------- | -------------------- | -------------------- | -------------------- | ------ | ------ |
| 1931/32             | Juventus            | Serie A             | 29     | 2    | -             | 0             | 0             | Stř.P                | 4                    | 0                    | 33     | 2      |
| 1932/33             | Juventus            | Serie A             | 33     | 6    | -             | 0             | 0             | Stř.P                | 3                    | 0                    | 36     | 6      |
| 1933/34             | Juventus            | Serie A             | 34     | 4    | -             | 0             | 0             | Stř.P                | 4                    | 0                    | 38     | 4      |
| 1934/35             | Juventus            | Serie A             | 20     | 2    | -             | 0             | 0             | Stř.P                | 7                    | 1                    | 27     | 3      |
| 1935/36             | Juventus            | Serie A             | 30     | 2    | IP            | 2             | 0             | -                    | 0                    | 0                    | 32     | 2      |
| 1936/37             | Juventus            | Serie A             | 27     | 1    | IP            | 4             | 1             | -                    | 0                    | 0                    | 31     | 2      |
| 1937/38             | Juventus            | Serie A             | 28     | 1    | IP            | 5             | 0             | Stř.P                | 6                    | 1                    | 39     | 2      |
| 1938/39             | Juventus            | Serie A             | 24     | 1    | IP            | 1             | 0             | -                    | 0                    | 0                    | 25     | 1      |
| Celkově za Juventus | Celkově za Juventus | Celkově za Juventus | 225    | 19   | -             | 12            | 1             | -                    | 24                   | 2                    | 261    | 22     |

## Hráčské úspěchy

### Klubové
- 4× vítěz argentinské ligy (1931/32, 1932/33, 1933/34, 1934/35)
- 4× vítěz italské ligy (1931/32, 1932/33, 1933/34, 1934/35)
- 1× vítěz italského poháru (1937/38)

### Reprezentační
- 2x na MS (1930 - stříbro, 1934 - zlato)
- 1x na CA (1927 - zlato)
- 1x na MP (1933-1935 - zlato)
- 1x na OH (1928 - stříbro)

### Individuální
- All Stars Team na 1930 a 1934

## Trenérské úspěchy

### Klubové
- 1× vítěz 3. italské ligy (1942/43)
- 1× vítěz italského poháru (1941/42)